# Jean Étienne Esquirol

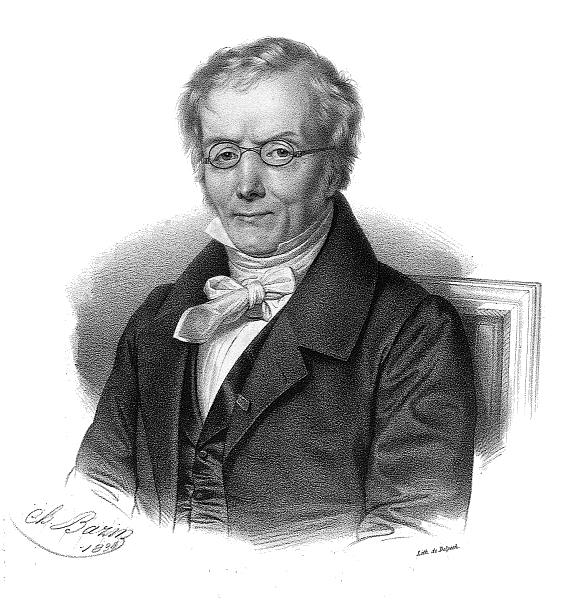
Jean-Étienne Dominique Esquirol

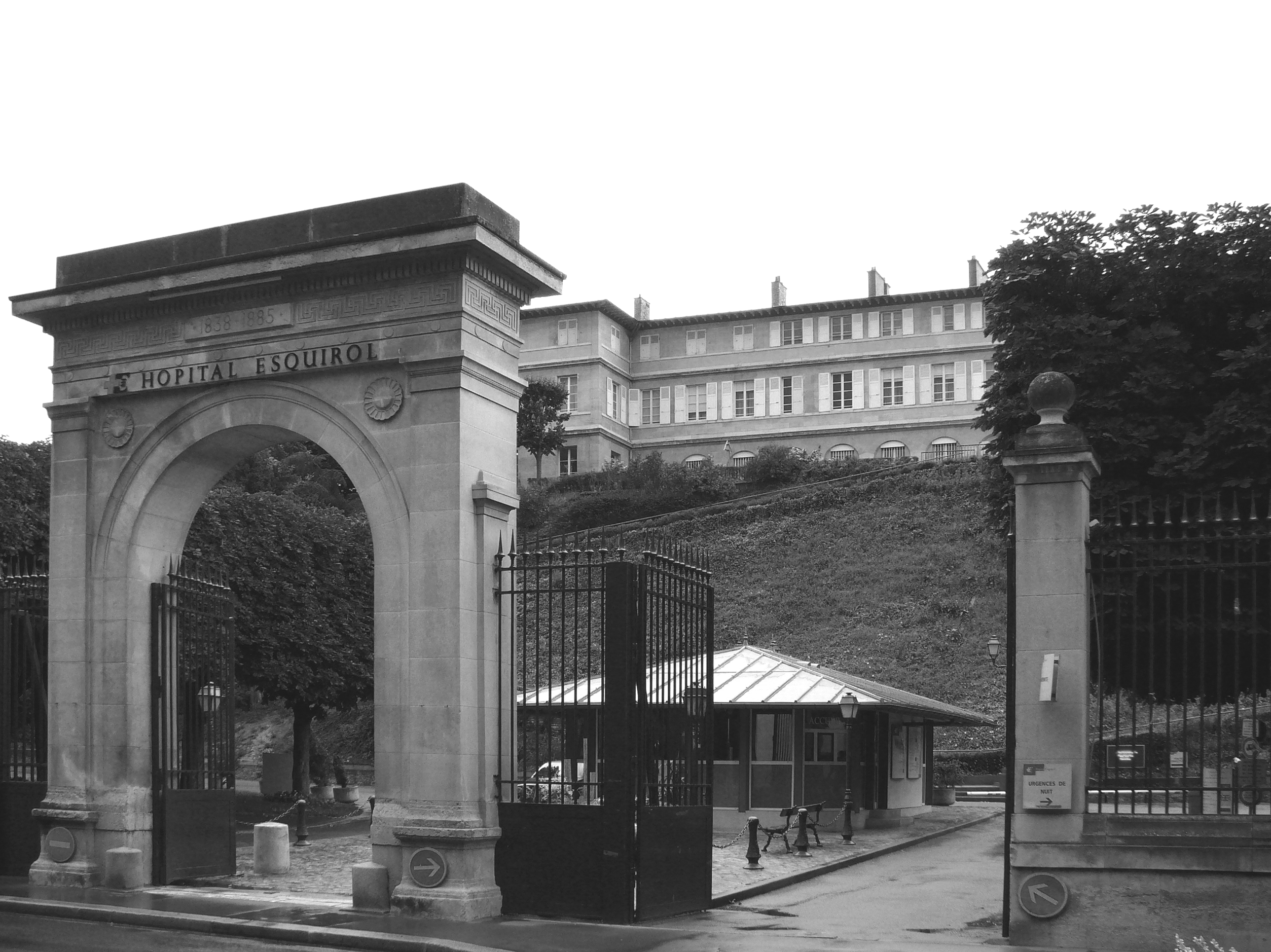
Hospiz zu Charenton, Saint-Maurice (Val-de-Marne)

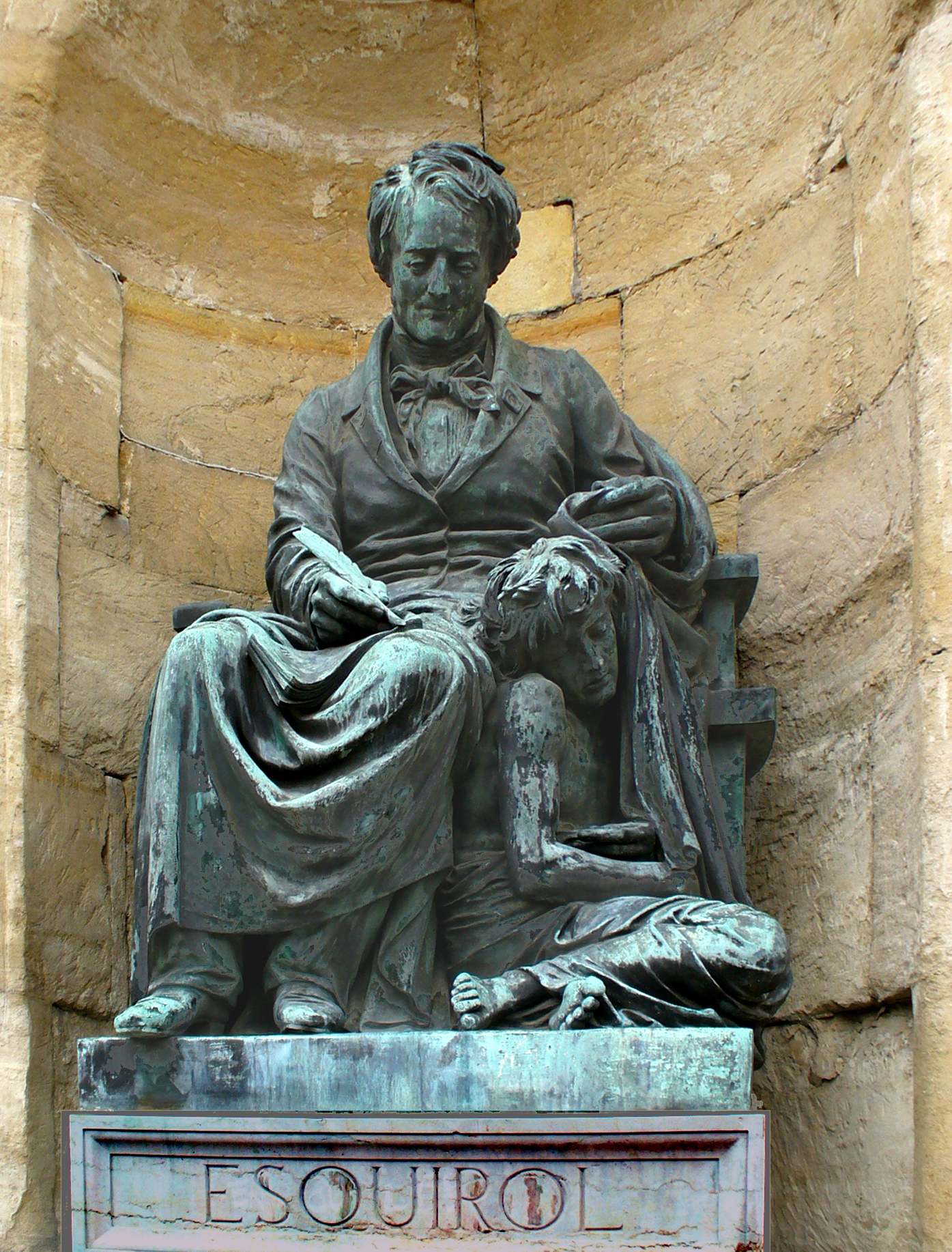
Hospiz zu Charenton, Statue von Esquirol

Jean Étienne Dominique Esquirol (* 4. Januar 1772 in Toulouse; † 12. Dezember 1840 in Paris) war ein französischer Psychiater.

## Leben
Jean Étienne Esquirol studierte Theologie in Toulouse in dem von den Doktrinariern betriebenen Collège de l‘Esquile und anschließend in Paris im Priesterseminar St. Sulpice. Als dasselbe während der Französischen Revolution geschlossen wurde, kehrte er nach Toulouse zurück und beschloss Medizin zu studieren. 1794 kam er als Schüler in das Militärlazarett in Narbonne. Anschließend studierte er Medizin in Montpellier. 1799/1800 eröffnete er eine Privatanstalt zur Behandlung von Geisteskranken. Nachdem er 1805 in Paris seinen medizinischen Doktorgrad erhalten hatte, besuchte er 1808 alle psychiatrischen Krankenhäuser in Frankreich und wurde dann 1811 „Interner“ bei Philippe Pinel am Hôpital de la Salpêtrière in Paris. 1814 unternahm er eine weitere Inspektionsreise zu allen Psychiatriekrankenhäusern in Frankreich. 1814 wurde er Mitglied der Ehrenlegion. 1817 begann er, klinische Vorträge über Seelenkrankheiten und Seelenheilkunde zu halten. 1818 veranlasste er die Ernennung einer Kommission zur Untersuchung und Abstellung der Missbräuche in den Psychiatrischen Kliniken.
Im Jahr 1823 wurde Esquirol Generalinspektor der Universität. 1826 folgte er Antoine-Athanase Royer-Collard als Chefarzt im Hospiz zu Charenton bei Paris. Infolge der Julirevolution von 1830 verlor Esquirol seine öffentlichen Ämter und widmete sich fortan fast ausschließlich der Arbeit als Irrenarzt im Hospiz zu Charenton, das Vorbildfunktion bekam.
Sein Grabmal befindet sich auf dem Friedhof Père-Lachaise.

## Werk
Esquirol griff das Konzept der Manie sans delire seines Lehrers Philippe Pinel auf, dem er sich 1799 in Paris angeschlossen hatte und mit dem er von 1810 bis 1826 gemeinsam die Leitung der Salpêtrière hatte, und entwickelte aus ihm seine Lehre der Monomanien. Dabei stützte er sich auch auf das 1816 veröffentlichte Konzept der „Pathomanie“ des Genfer Arztes André Matthey.
Unter Monomanie verstand Esquirol eine isolierte (partielle) Störung von psychischen Funktionen, welche andere psychische Bereiche jedoch unbeeinträchtigt lässt. Eine Weiterentwicklung der Monomanielehre erfolgte durch Charles Chrétien Henry Marc.
Er führte 1815 die (ursprünglich von Patienten benutzten) Begriffe „Grand mal“ und „Petit mal“ sowie den Begriff der „symptomatischen Epilepsie“ in die medizinische Nomenklatur ein. Im Jahr 1838 wurde ein von Esquirol eingebrachter Gesetzentwurf verabschiedet, der das erste umfassende Gesetz zur Regelung des Irrenwesens in Europa war.
In seiner Veröffentlichung Des maladies mentales (1838) legte er den Grundstein zur Klassifikation und psychopathologischen Beschreibung von Halluzinationen. Esquirol leistete Grundlegendes in der Erforschung und Behandlung von Geisteskrankheiten.
In der Therapie stand Esquirol den damals verbreiteten Behandlungen mit Brechmitteln, Aderlass und Opium eher skeptisch gegenüber.

## Schriften (Auswahl)
- Des passions. Considérées comme causes symptômes et moyens curatifs d'alienation mentale. Thèse, Paris 1805, (Digitalisat)
- Artikel „hallucination“ (ohne Ort und Jahr)  (Digitalisat)
- Diverse Artikel über „aliénation mentale“ im Dictionnaire des sciences médicales. Band 8, Paris 1814 (Digitalisat)
- Des établissements des Aliénés en France et des moyens d’améliorer le sort de ces infortunés. Paris 1819

- Karl Christian Hille, Johann Christian August Heinroth (Bearbeitung und Kommentar): Esquirol’s allgemeine und specielle Pathologie und Therapie der Seelenstörungen. Hartmann, Leipzig 1827 (Digitalisat).
- Note sur la monomanie-homicide. Baillière, Paris 1827  (Digitalisat).
  - Mathias Joseph Bluff (Übersetzer). Esquirol’s Bemerkungen über die Mord-Monomanie. J. A. Stein, Nürnberg 1831 (Digitalisat)
- Instruction populaire sur le régime à suivre pour se préserver du choléra-morbus. Bourseul, Douai 1832 (Digitalisat)
- Des illusions chez les aliénés. Question médico-légale sur l’isolement des aliénés. Crochard, Paris 1832 (Digitalisat)
  - William Liddell (Übersetzer). Observations on the illusions of the insane and on the medico-legal question. Renshaw and Rush, London 1833 (Digitalisat)
- Examen du projet de loi sur les aliénés. Baillière, Paris 1838 (Digitalisat).
- Des maladies mentales. 2 Bände. Tircher, Paris 1838 (Digitalisat).

- W. Bernhard (Übersetzer). Die Geisteskrankheiten in Beziehung zur Medizin und Staatsarzneikunde. Voß, Berlin 1838, Band I (Digitalisat); Band II (Digitalisat)
- E. K. Hunt (Kommentierte Übersetzung). Mental maladies. A treatise on insanity. Philadelphia 1845 (Digitalisat).
- Von den Geisteskrankheiten. Hrsg. und eingeleitet von Erwin Heinz Ackerknecht. Bern/Stuttgart 1968.